# Zvonimir Iveljić
Zvonimir Iveljić (1952.), hrvatski političar i visoki dužnosnik iz Bosne i Hercegovine. Obnašao dužnost ministra industrije, energetike i rudarstva u Vladi Županije Soli.

## Životopis
Rođen 1952. godine. U Tuzli završio osnovnu i srednju školu. U Subotici 1976. diplomirao na Ekonomskom fakultetu. Radio u Energoinvestu, poreznoj upravi, Okrugu Tuzli i dr.